# Luiza Złotkowska
Luiza Złotkowska, née le 25 mai 1986 à Varsovie, est une patineuse de vitesse polonaise.

## Palmarès

### Jeux olympiques d'hiver
| Épreuve / Édition   | 500 mètres | 1 000 mètres | 1 500 mètres | 3 000 mètres | 5 000 mètres | Mass start | Poursuite par équipes               |
| JO 2010 Vancouver   | —          | —            | 34e          | 24e          | —            | —          | Médaille de bronze, Jeux olympiques |
| JO 2014 Sotchi      | —          | 29e          | 11e          | 18e          | —            | —          | Médaille d'argent, Jeux olympiques  |
| JO 2018 Pyeongchang | —          | —            | 17e          | 14e          | —            | —          | —                                   |

Légende :
- : première place, médaille d'or
- : deuxième place, médaille d'argent
- : troisième place, médaille de bronze
- : pas d'épreuve
- — : Non disputée par le patineur
- DSQ : disqualifiée